# 祖茂
祖 茂（そ も／そ ぼう、生没年不詳）は、中国後漢時代末期の武将。

## 概要
董卓討伐戦に孫堅が参加したとき、これに従軍した。孫堅が董卓軍の徐栄に敗れて逃走した際、彼の赤い頭巾を被って囮となった。董卓軍の騎兵が祖茂を追いかけたので、孫堅は助かったという。祖茂は逃げ場を失うと馬から飛びおり、頭巾を焼けぼっくいに被せて草むらに身を伏せた。董卓の騎兵は遠巻きに取り囲んだが、近付いて初めて焼けぼっくいであると知り立ち去った（『三国志』孫堅伝）。その後の動向は不明である。

## 演義
小説『三国志演義』では、呉郡富春県の人で字は大栄とされ、二刀流の使い手という設定である。孫堅を追撃したのは董卓軍の華雄と設定されており、華雄が焼けぼっくいから頭巾を取り上げたとき、祖茂は木陰から飛びだして華雄に襲いかかったが、返り討ちにあって一太刀で殺されてしまっている。